# 박복준
박복준(한국 한자: 朴福濬, 1960년 4월 21일 ~ )은 대한민국의 전직 축구 선수 출신 축구 감독이다. 현역 시절 포지션은 수비수였다.

## 선수 경력

### 클럽팀 경력
박복준은 1983년 대우 로얄즈에 입단했다.
1984시즌을 앞두고 현대 호랑이로 이적했다. 1984년 7월 21일 국민은행 축구단과의 경기에서 K리그 데뷔골을 기록했다.

### 국가대표팀 경력
1979년 FIFA 세계 청소년 축구 선수권 대회에 참여하는 대한민국 U-20 축구 국가대표팀 명단에 포함되었다.

## 은퇴 후
선수 은퇴 후 연세대학교 축구부의 코치가 되었다. 이후 호남대학교 축구부의 감독으로 자리를 옮겼다.
2008년부터 내셔널리그에 참여하는 천안시청의 창단 코치로 합류했다.